# Suha, Bohinjska Bela
Suha je potok, ki izvira severozahodno od naselja Bohinjska Bela, kjer tvori tudi slap pod Iglico. Ob njem je urejeno športno plezališče. Potok se nedaleč od vasi kot levi pritok izliva v Savo Bohinjko.